# Bruno Möhring
Bruno Möhring (Königsberg, Prusia Oriental, 11 de diciembre de 1863 - Berlín, 25 de marzo de 1929) fue un urbanista, arquitecto y diseñador alemán, uno de los más importantes miembros (al lado de Alfred Grenander) del movimiento artístico conocido en su país como Jugendstil y en otros países como modernismo o art nouveau, sobre todo por obras como los puentes y las estaciones del sistema de trenes de Berlín. Estuvo a cargo, al lado de Rudolf Eberstadt y Richard Petersen, del plan general de desarrollo para Berlín en 1910 y también de los planes de desarrollo para el Südgelände en Schöneberg y para el distrito central de Berlin-Treptow. Su propuesta de diseño para la embajada de Alemania en Washington ganó el primer lugar de entre 270 competidores. Fundó el Stadt-baukunst alter und neuer Zeit (1919) y participó en el diseño de varias exhibiciones internacionales.

## Primeros estudios
Aun sin haber terminado sus estudios en la Universidad Técnica de Berlín (Escuela de Estudios Técnicos Superiores de Charlottenburg) al lado de Hermann Ende, Carl Schäfer, Johannes Otzen y Johann Eduard Jacobsthal, Bruno Möhring fue contratado como arquitecto en el despacho Schlossbaubüro de Berlín. En 1892 abrió su propio despacho en el número 109 de Potsdamer Str.

## Colaboradores
Trabajaron en el despacho de Bruno Möhring:
- de 1900 a 1906, John Martens (1875-1936) como arquitecto en jefe y director;
- en 1900/1904, el arquitecto Otto Rahlenbeck;
- en 1900/1904, el arquitecto Philipp Felde;
- en 1903, el arquitecto Bruno Taut;
- desde 1904, el arquitecto Leo Nachtlicht;
- de 1907 a 1909, el arquitecto sueco Sigurd Lewerentz;[3]
- 1908/1909 el arquitecto Josef Frank;
- desde 1913, Hans Spitzner (al final socio del despacho);
- de 1919 a 1921, el arquitecto suizo Otto Dreyer;
- en los últimos años, su hijo Rudolf Möhring.

## Obras

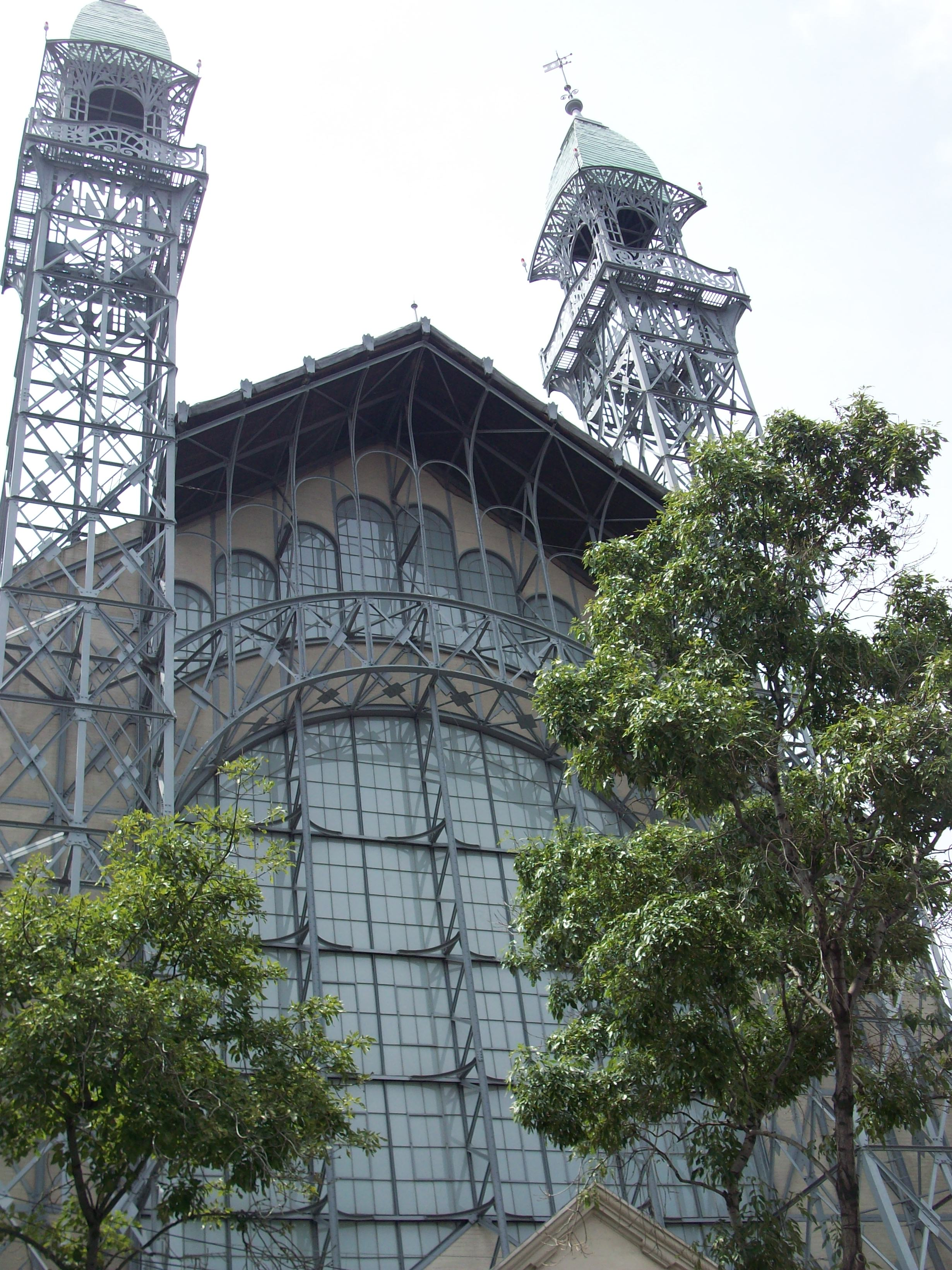
Museo Universitario del Chopo en la Ciudad de México

Entre las obras notables de Möhring cuenta un edificio que formó parte de la exposición industrial y comercial de Düsseldorf de 1902, el cual luego se trajo para la Santa María la Ribera en la Ciudad de México y ahora alberga el Museo Universitario del Chopo de arte contemporánea.